# Shane McCutcheon
 (juin 2023).
Si vous disposez d'ouvrages ou d'articles de référence ou si vous connaissez des sites web de qualité traitant du thème abordé ici, merci de compléter l'article en donnant les références utiles à sa vérifiabilité et en les liant à la section « Notes et références ».
Pour les articles homonymes, voir McCutcheon.
Shane McCutcheon est un personnage fictif créé par Ilene Chaiken pour la série télévisée The L Word, puis The L Word: Generation Q. Elle est interprétée par l'actrice Kate Moennig qui apparaît dans toutes les saisons des deux séries. Shane, au look androgyne, est un bourreau des cœurs dans la communauté lesbienne de Los Angeles.

## The L Word

### Enfance
Shane naît à Austin, au Texas. Sa mère et son père, séparés, étaient toxicomanes et Shane a alors été placée dans un foyer à l'âge de 9 ans. Elle a  peu connu sa mère et pas du tout son père, ce qui aura un grand impact sur sa personnalité et ses agissements, dans la série.
Shane a su qu'elle était lesbienne à l'âge de 8 ans, lorsqu'elle est tombée amoureuse d'une fille dans la cour de récréation.
Adolescente, elle quitte le lycée et se prostitue dans la rue pendant un temps. Elle se fait alors passer pour un garçon aidant les prostitués homosexuels, au péril de sa vie. Elle arrête finalement de se prostituer lorsqu'un de ses clients l'engage dans une école de coiffure.

### Saison 1
Shane est la plus jeune du groupe. Elle n'a pas de relations stables et change de partenaires comme bon lui semble. Elle ne souhaite pas s'engager et flirte dès qu'elle en a l'occasion. Mais certaines de ces conquêtes ne l'entendent pas ainsi. Il arrive donc que certaines essayent de se venger. Cependant, elle est une amie fidèle et compréhensive.La journée au salon de coiffure, le soir en boite de nuit ou avec ses amies, Shane prend la vie comme elle vient, sans jamais se soucier du lendemain. Pourtant, elle garde en elle de profondes blessures... Le salon où elle travaille, très réputé dans les hauts milieux, s'occupe de nombreux clients riches et célèbres d'Hollywood. C'est ainsi que Shane se bâtit une bonne réputation dans le milieu de la coiffure. Un jour, elle s'occupe d'une riche femme mariée plus âgée qu'elle : Chérie Jaffe. Sa carapace de fille "insensible" commence alors à se fissurer lorsqu'elle tombe amoureuse, malgré elle, de Cherie. Elles entament alors une relation. Mais, la fille de cette dernière tombe elle aussi sous le charme de Shane, ce qui crée des conflits dans la famille. Shane finit par de plus revoir Cherie.

### Saison 2
Shane et Jenny Schecter sont très proches dans cette saison tout en gardant des relations amicales jusqu'à devenir meilleures amies. Elles sont colocataires avec Mark, un jeune homme très sympathique. Malheureusement, elles découvrent qu'il a installé des caméras dans tout le logement afin de faire un "reportage" sur les lesbiennes. Son but n'était pas finalement de leur nuire, mais elles ne lui pardonnent pas et il finit par partir. Shane rencontre Carmen de la Pica Morales, une DJ. Elles commencent alors une relation passionnelle mais Carmen semble réticente. Shane la rassure en lui expliquant qu'elle ne souhaite pas une relation sérieuse. Pourtant, Carmen tombe amoureuse de Shane et bien qu'elle sorte avec Jenny à la fin de la saison, elle la quitte et avoue enfin ses sentiments à Shane.

### Saison 3
Carmen, sa petite amie, présente Shane à sa famille, qui l'apprécie. Par une rencontre inattendue, Shane trompe Carmen avec Cherie Jaffe. Elle regrette alors ce qu'elle a fait et souffre de la vengeance de Carmen qui la trompe aussi. À la fin de cette saison, Shane rencontre son père, Gabriel McCutcheon. Il est marié à Carla et a un fils, Shay. Elle découvre qu'elle est comme son père : elle ne peut s'empêcher d'avoir des amantes. Pourtant, celui-ci s'est marié, c'est ainsi qu'elle demande à Carmen de l'épouser. Pendant leur mission d'aller jeter les cendres de leur amie Dana Fairbanks à son endroit favori, Carmen accepte la demande en mariage. Le dernier épisode montre le mariage de Shane et Carmen, au Canada. Mais le soir, Shane découvre que son père trompe Carla, sa femme avec une jeune fille. Il lui dit alors "Je ne suis pas fier de ça, je suis juste ce que je suis. Tu dois comprendre pourquoi je te dis ça". Après ce qui s'est passé, Shane est perdue, et demande à Alice d'expliquer à Carmen qu'elle ne peut pas se marier avec elle, en justifiant son choix par la nature de son père, et le fait qu'ils se ressemblent tous deux. Le mariage était financé par Helena Peabody et l'on apprend qu'elle a donné de l'argent à Gabriel pour un cadeau aux mariées, mais il quitte sa femme, part avec l'argent et sa nouvelle amante. Shane quant à elle, disparaît et laisse Carmen seule devant l'autel.

### Saison 4
Pour fuir sa peine et son sentiment de culpabilité, Shane se réfugie chez Cherie Jaffe où elle enchaîne soirées, sexe et alcool. Elle revient finalement à la raison, décide de s'excuser auprès de Carmen pour son comportement mais celle-ci refuse de la voir. Abattue, Shane rentre chez elle où elle s'aperçoit que la femme de son père, Carla, lui a laissé un petit cadeau : Shay. Shane prend ses responsabilités et héberge Shay car elle ne souhaite pas qu'il subisse une vie chaotique, comme elle, trimballé d'une famille d'accueil à une autre. Shane se retrouve également obligée de faire du mannequinat pour payer les soins médicaux à Shay qui s'est cassé le bras au Wax, un magasin de skateboard où Shane exerce son métier de coiffeuse. Shane inscrit Shay à l'école primaire où elle fait la rencontre de Paige, la mère d'un des camarades de classe de Shay. Elles auront une aventure ensemble et se mettront en couple. Elles envisagent même la possibilité de vivre ensemble. À la fin de la saison, Gabriel McCutcheon vient récupérer Shay. Sachant qu'elle n'obtiendra jamais la garde de Shay, Shane le laisse partir à contre-cœur et est très affectée par son départ.

### Saison 5
Au début de la saison, Shane et Paige visitent un appartement pour pouvoir y vivre ensemble, mais Shane trompe Paige avec leur agente immobilière durant la visite. Shane décide ensuite de rompre avec Paige, qui, se sentant trahie, va mettre le feu au Wax (supposition). À la suite de cet événement et après une réception à un mariage qui tourne mal (Shane couche avec deux demoiselles d'honneur et la mère de la mariée qui s'en rendront compte), Shane décide de faire abstinence sexuelle pour éviter les drames. Mais elle se révèle incapable de tenir cette résolution et entretient un ménage à trois avec les propriétaires du club lesbien concurrent au Planet, le Shebar. Lorsque Denbo, l'une des propriétaires du Shebar, apprend que Shane a couché avec son amante sans son accord, elle déclare alors la guerre au Planet en représailles. Dans la suite de la saison, Shane est attirée par la fille de Phyllis, Molly, et finit par coucher avec elle. Phyllis découvre cette relation et demande à Shane de rompre avec sa fille pour éviter qu'elle ne la fasse souffrir en lui brisant le cœur. Bien que tenant véritablement à Molly, Shane obéit. À la fin de la saison, Shane a une aventure avec Nikki Stevens et leurs ébats seront interrompus par Jenny sous le choc et le cœur brisé.

### Saison 6
À la suite de son aventure avec Nikki Stevens, Shane tente de s'expliquer avec Jenny, cette dernière lui avoue qu'elle est amoureuse d'elle et devient donc aussi bête que toutes les autres filles. Elles se mettent en couple, mais Jenny devient invivable et toutes leur amies se retrouvent à bafouer Shane. Après une nouvelle aventure entre Shane et Nikki, Jenny décide d'"acheter" Nikki afin qu'elle et Shane ne soient plus obligées d'avoir des relations secrètes dans les toilettes du HIT Club. Son métier évolue et elle se lance dans la photographie.

## The L Word: Generation Q

### Saison 1
Au début de la saison 1 de la série The L Word: Generation Q, Shane rentre à Los Angeles après avoir vendu ses salons de coiffure de Paris et New York. Elle rachète l'ancien bar The Planet, devenu un bar sportif, pour le re-transformer en bar lesbien. Elle engage alors Lena et Tess, un couple de lesbiennes, pour gérer le bar. Shane couche avec Lena, dans le dos de Tess. Pour célébrer son 40e anniversaire, une fête surprise est organisée dans son bar, renommé le "Dana's". A la grande surprise de Shane, son ex-femme Quiara apparaît à la fête. Elle révèle à Shane qu'elle est enceinte mais souhaite se remettre en couple avec elle sans que cela l'oblige à élever l'enfant. Shane hésite.
Quiara emménage chez Shane et fait une fausse-couche. Quiara croit que Shane est soulagée par cette fausse couche. Elle décide alors de partir.

### Saison 2
Dans la saison 2 de la série The L Word: Generation Q, Shane se rapproche de plus en plus de son employée et amie Tess. Elle retrouve son ex-amante Cherie Jaffe, la petite amie de Tess mais qui veut aussi récupérer Shane. Shane repousse les avances de Cherie, qui finit par l'accepter et partir en bons termes. Shane commence alors une relation sérieuse avec Tess.

### Saison 3
Dans la saison 3, Shane est toujours en couple avec Tess mais leur relation se complique.

## Apparition du personnage par épisode
| Shane McCutcheon | Shane McCutcheon | Shane McCutcheon | Shane McCutcheon | Shane McCutcheon | Shane McCutcheon | Shane McCutcheon | Shane McCutcheon | Shane McCutcheon | Shane McCutcheon | Shane McCutcheon | Shane McCutcheon | Shane McCutcheon |
| Saison 1         | Saison 1         | Saison 1         | Saison 1         | Saison 1         | Saison 1         | Saison 1         | Saison 1         | Saison 1         | Saison 1         | Saison 1         | Saison 1         | Saison 1         |
| ---------------- | ---------------- | ---------------- | ---------------- | ---------------- | ---------------- | ---------------- | ---------------- | ---------------- | ---------------- | ---------------- | ---------------- | ---------------- |
| 01               | 02               | 03               | 04               | 05               | 06               | 07               | 08               | 09               | 10               | 11               | 12               | 13               |
| Oui              | Oui              | Oui              | Oui              | Oui              | Oui              | Oui              | Oui              | Oui              | Oui              | Oui              | Oui              | Oui              |
| Saison 2         |                  |                  |                  |                  |                  |                  |                  |                  |                  |                  |                  |                  |
| 01               | 02               | 03               | 04               | 05               | 06               | 07               | 08               | 09               | 10               | 11               | 12               | 13               |
| Oui              | Oui              | Oui              | Oui              | Oui              | Oui              | Oui              | Oui              | Oui              | Oui              | Oui              | Oui              | Oui              |
| Saison 3         |                  |                  |                  |                  |                  |                  |                  |                  |                  |                  |                  |                  |
| 01               | 02               | 03               | 04               | 05               | 06               | 07               | 08               | 09               | 10               | 11               | 12               |                  |
| Oui              | Oui              | Oui              | Oui              | Oui              | Oui              | Oui              | Oui              | Oui              | Oui              | Oui              | Oui              |                  |
| Saison 4         |                  |                  |                  |                  |                  |                  |                  |                  |                  |                  |                  |                  |
| 01               | 02               | 03               | 04               | 05               | 06               | 07               | 08               | 09               | 10               | 11               | 12               |                  |
| Oui              | Oui              | Oui              | Oui              | Oui              | Oui              | Oui              | Oui              | Oui              | Oui              | Oui              | Oui              |                  |
| Saison 5         |                  |                  |                  |                  |                  |                  |                  |                  |                  |                  |                  |                  |
| 01               | 02               | 03               | 04               | 05               | 06               | 07               | 08               | 09               | 10               | 11               | 12               |                  |
| Oui              | Oui              | Oui              | Oui              | Oui              | Oui              | Oui              | Oui              | Oui              | Oui              | Oui              | Oui              |                  |
| Saison 6         |                  |                  |                  |                  |                  |                  |                  |                  |                  |                  |                  |                  |
| 01               | 02               | 03               | 04               | 05               | 06               | 07               | 08               |                  |                  |                  |                  |                  |
| Oui              | Oui              | Oui              | Oui              | Oui              | Oui              | Oui              | Oui              |                  |                  |                  |                  |                  |